# Tristagma
Tristagma, Rod lukovičastih geofita iz porodice zvanikovki, dio potporodice lukovki. Postoji 16 priznatih vrsta u Peruu, Argentini i Čileu. Uključen je u podtribus Leucocoryninae.

## Vrste
1. Tristagma ameghinoi (Speg.) Speg.
2. Tristagma anemophilum Ravenna
3. Tristagma berteroi (Kunth) S.C.Arroyo & Sassone
4. Tristagma bivalve (Hook. ex Lindl.) Traub
5. Tristagma circinatum (Sandwith) Traub
6. Tristagma gracile (Phil.) Traub
7. Tristagma graminifolium (Phil.) Ravenna
8. Tristagma lineatum Ravenna
9. Tristagma lomarum Ravenna
10. Tristagma nivale Poepp.
11. Tristagma patagonicum (Baker) Traub
12. Tristagma poeppigianum (Gay) Traub
13. Tristagma porrifolium (Poepp.) Traub
14. Tristagma staminosum Ravenna
15. Tristagma violaceum (Kunth) Traub
16. Tristagma yauriense Ravenna

## Sinonimi
1. Garaventia Looser
2. Steinmannia Phil.
3. Gardinia Bertero